# Il n'est jamais trop tard (film, 1953)
Pour les articles homonymes, voir Il n'est jamais trop tard.
Pour plus de détails, voir Fiche technique et Distribution.
Il n'est jamais trop tard (Non è mai troppo tardi) est un film italien réalisé par Filippo Walter Ratti, sorti en 1953.

## Fiche technique
- Titre original : Non è mai troppo tardi
- Titre français : Il n'est jamais trop tard
- Réalisation : Filippo Walter Ratti
- Scénario : Filippo Walter Ratti et Piero Regnoli d'après Un chant de Noël de Charles Dickens
- Photographie : Carlo Carlini
- Musique : Pippo Barzizza
- Pays d'origine : Italie
- Format : Noir et blanc - 1,37:1 - Mono
- Genre : drame
- Durée : 86 minutes
- Date de sortie : 1953

## Distribution
- Paolo Stoppa : Antonio Trabbi
- Isa Barzizza : Rosanna Gennari
- Marcello Mastroianni : Riccardo
- Giulio Donnini : Orazio Colussi
- Luigi Tosi : Daniele Trabbi
- Leda Gloria : Anna Colussi
- Giorgio De Lullo : l'homme étrange
- Arturo Bragaglia : L'omino
- Enzo Cerusico : Antonio Trabbi enfant
- Guglielmo Barnabò
- Lola Braccini : la mère d'Antonio Trabbi
- Valeria Moriconi : Marta
- Sergio Bergonzelli
- Luigi Batzella
- Luisa Rivelli
- Emilio Cigoli : la voix de la conscience d'Antonio (non crédité)